# Opistophthalmus intercedens
Espèce
Synonymes
- Opisthophthalmus setiventer Lawrence, 1969

Opistophthalmus intercedens est une espèce de scorpions de la famille des Scorpionidae.

## Distribution
Cette espèce est endémique du ǁKaras en Namibie,.

## Description
Le tronc de la femelle holotype mesure 28 mm et la queue 35 mm.

## Publication originale
- Kraepelin, 1908 : Skorpione und Solifugen. Zoologische und anthropologische Ergebnisse e Forschungsreise in Sudafrika. Denkschriften der Medicinisch-naturwissenschaftlichen Gesellschaft zu Jena, vol. 13, p. 247-282 (texte intégral).